# Обикновена финикова палма
Обикновена или същинска финикова палма (Phoenix dactylifera) е вид покритосеменно растение от семейство Палмови (Arecaceae).

## Разпространение
Вероятно произлизаща от Близкия Изток, тя се отглежда заради плодовете си, наричани фурми, на много места в Северна и Североизточна Африка и Югозападна и Южна Азия.

## Описание
Представлява дърво, достигащо височина около 21 – 23 метра, и растящи поединично или на групи от няколко стъбла с обща коренова система.
В зависимост от сорта плодовете имат от яркочервен до яркожълт цвят. Те са овално-цилиндрични с дължина от 3 до 7 см и диаметър около 2,5 см. Съдържат около 61 – 68% захар заради което са много сладки.